# Marcillac-Vallon
Marcillac-Vallon ist eine französische Gemeinde im Département Aveyron in der Region Okzitanien mit 1.714 Einwohnern (Stand: 1. Januar 2022). Sie gehört zum Arrondissement Rodez und zum Kanton Vallon. Die Einwohner werden Marcillacois genannt.

## Geographie
Marcillac-Vallon liegt im Weinbaugebiet Marcillac, Teil der Weinbauregion Sud-Ouest, am Fluss Créneau, in den hier der Ady mündet. Umgeben wird Marcillac-Vallon von den Nachbargemeinden Nauviale im Nordwesten und Norden, Mouret im Nordosten, Salles-la-Source im Osten und Süden, Valady im Süden und Südwesten sowie Saint-Christophe-Vallon im Westen.
Durch die Gemeinde verlaufen die früheren Nationalstraßen 601 (heutige D901) und 662 (heutige D962).

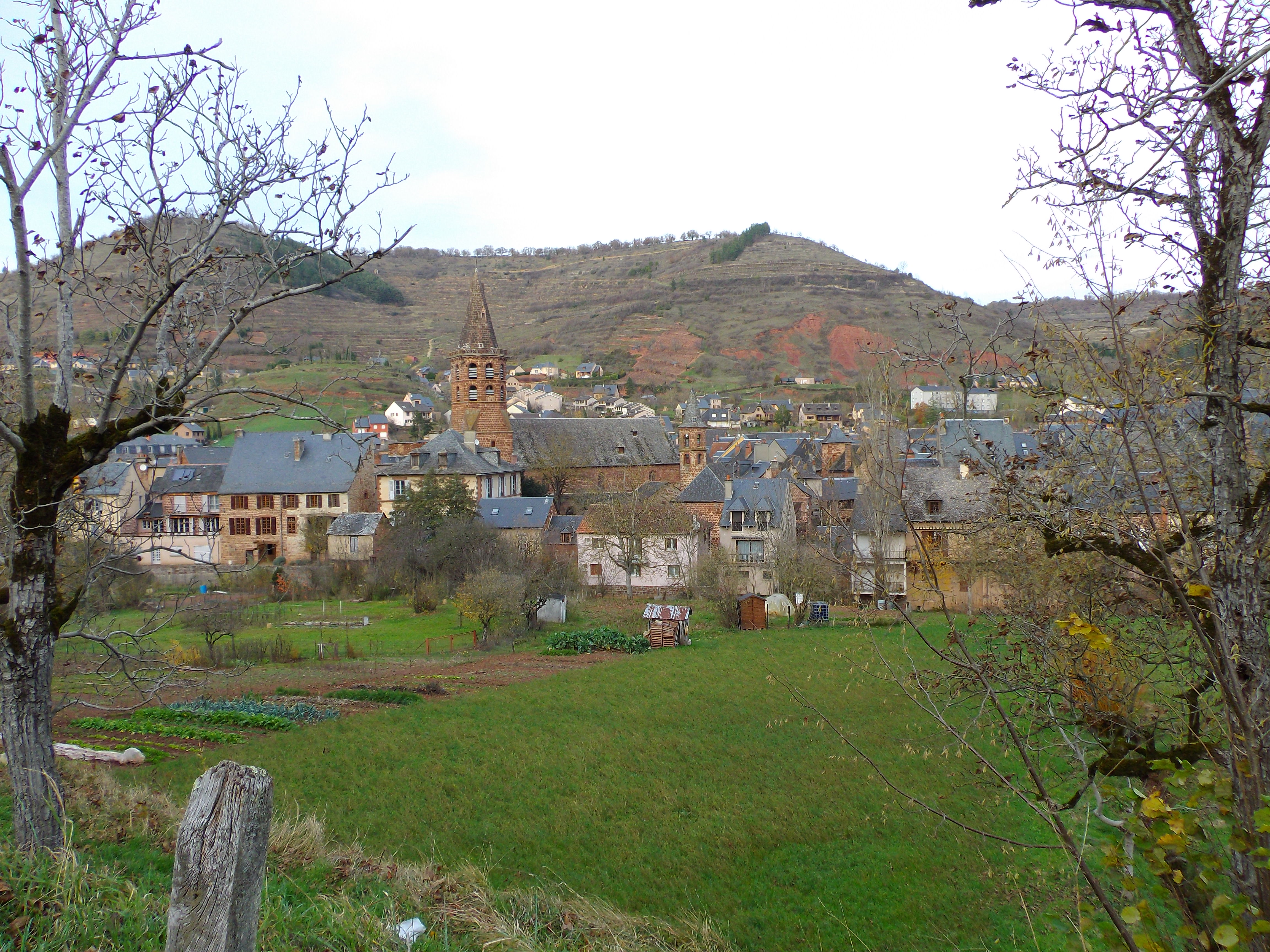
Blick auf Marcillac-Vallon

## Bevölkerungsentwicklung
| 1962                       | 1968 | 1975 | 1982 | 1990 | 1999 | 2006 | 2012 | 2019 |
| -------------------------- | ---- | ---- | ---- | ---- | ---- | ---- | ---- | ---- |
| 1184                       | 1370 | 1493 | 1564 | 1485 | 1532 | 1613 | 1672 | 1729 |
| Quellen: Cassini und INSEE |      |      |      |      |      |      |      |      |

## Sehenswürdigkeiten
- Kapelle Notre-Dame in Foncorrieu, seit 1988 Monument historique
- Kirche Saint-Martial

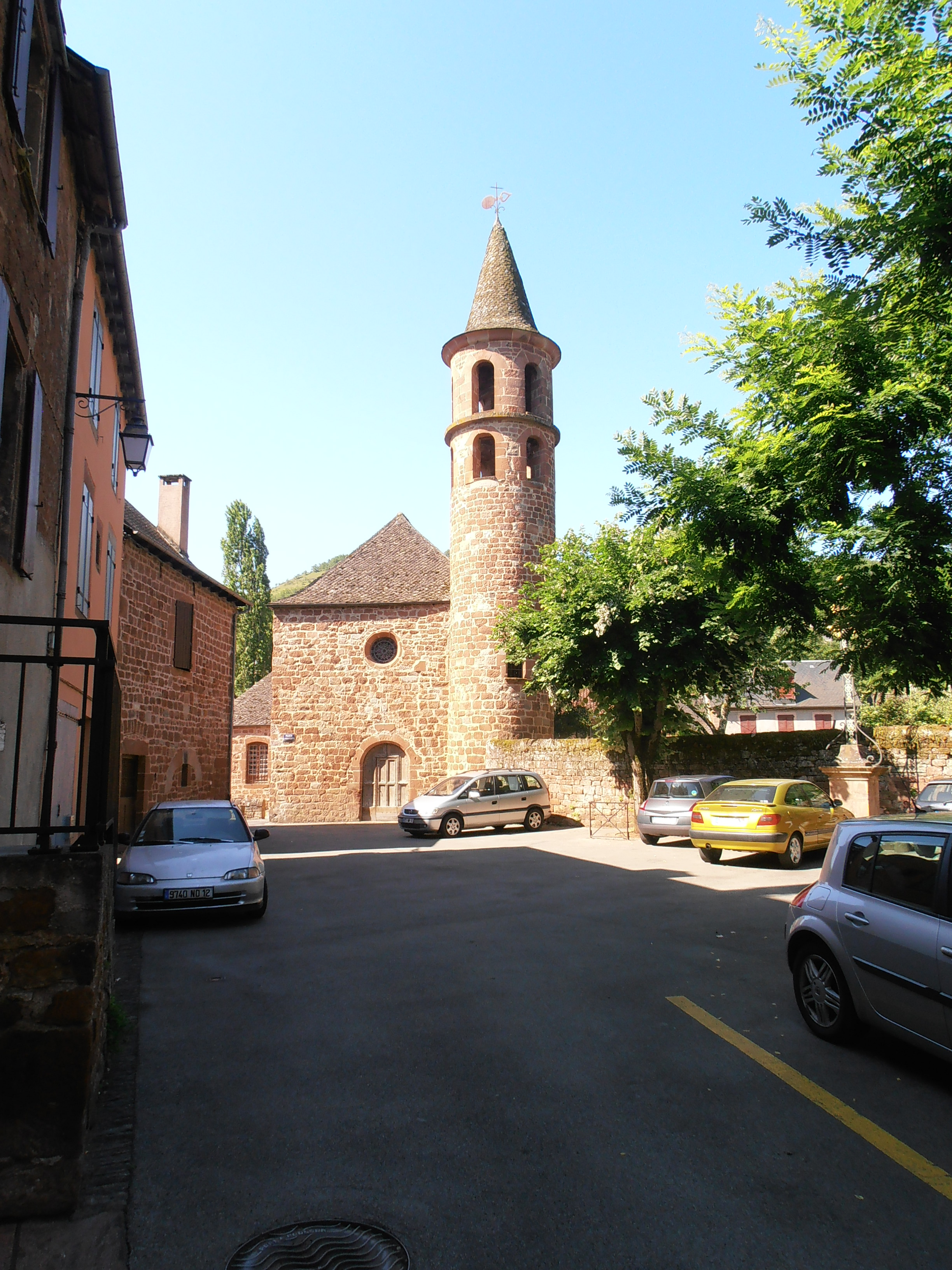
Kapelle Notre-Dame
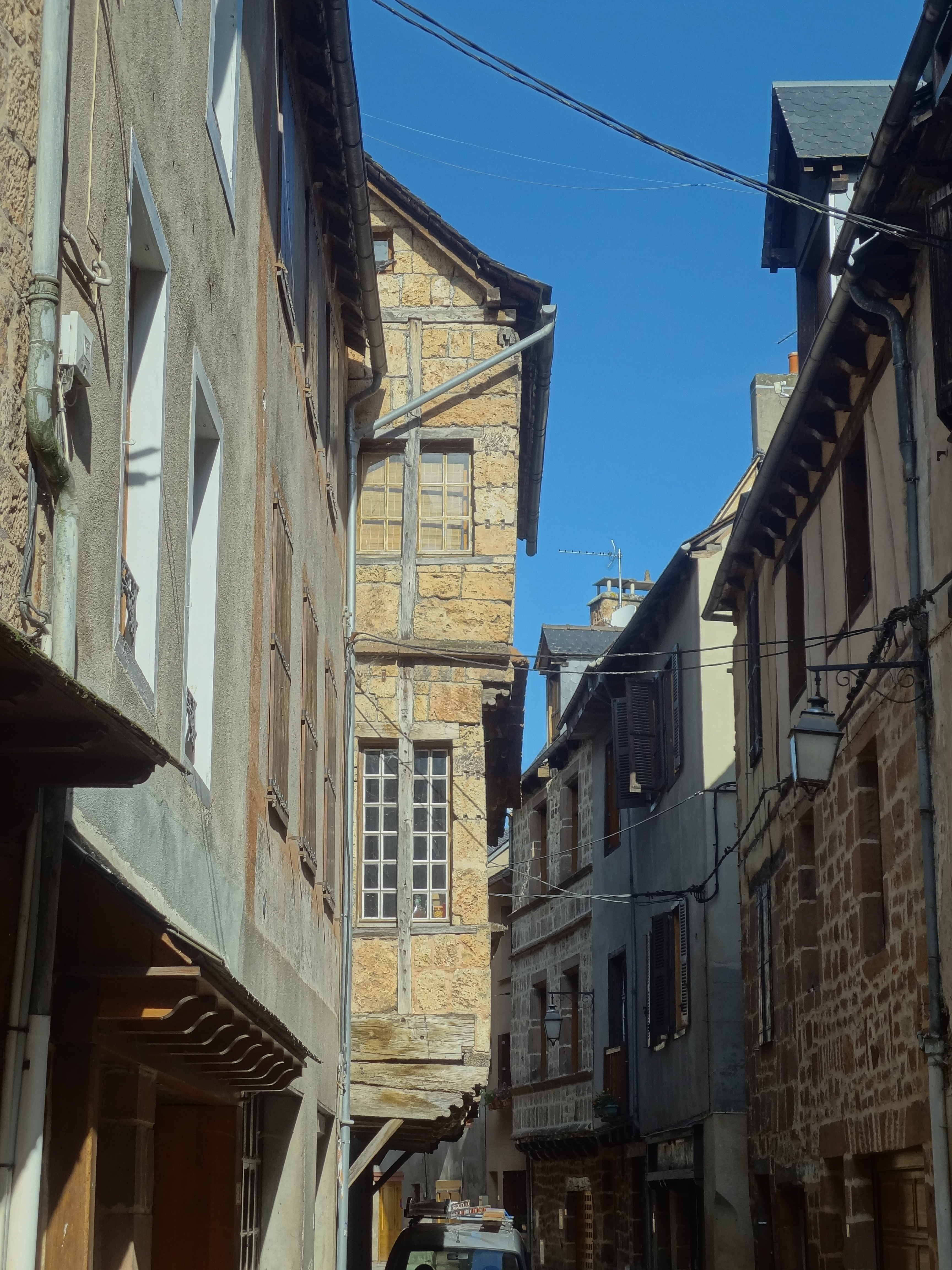
Mittelalterliches Ortszentrum
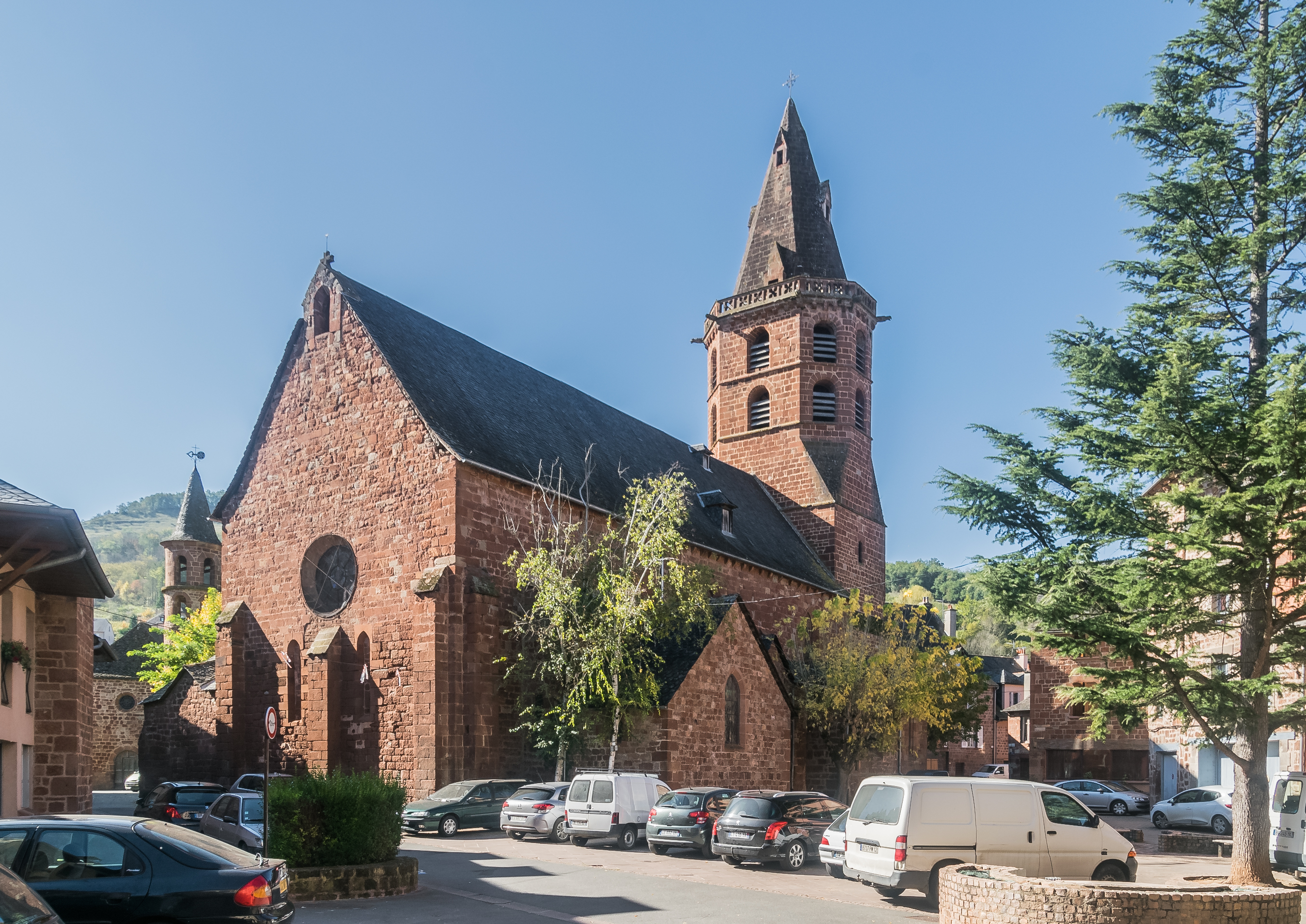
Kirche Saint-Martial